# Pseudobagrus rendahli
Pseudobagrus rendahli is een straalvinnige vissensoort uit de familie van de stekelmeervallen (Bagridae). De wetenschappelijke naam van de soort is voor het eerst geldig gepubliceerd in 1940 door Jacques Pellegrin en Lee-Shing Fang.